# Beach Fighter

Beach Fighter est une série de trois courts-métrages de Nicolas Richard sortie en 2001 et 2003.

## Synopsis
- Beach Fighter 1 : Une femme et un sale gosse s'apprêtent à combattre sur une plage de Normandie sur fond de musique sortie de manga.
- Beach Fighter 2 : Les combattants de Beach Fighter reviennent pour un affrontement tout aussi surprenant que la première fois. Une multitude d'effets en habit de musiques bien connues des animes Dragon Ball Z et Saint Seiya.
- Beach Fighter 3 : Alors que les deux jeunes disciples ont mis à l'écart le puissant guerrier sur les plages de Normandie, les voilà mis à mal par un duo de fillettes Jedi, armées de sabres-lasers !

## Fiche technique
- Titre original : Beach Fighter
- Réalisation : Nicolas Richard
- Montage : France Ferret
- Date de production : 2001
- Lieu de tournage : Granville
- Genre : Court-métrage
- Format : Noir et blanc
- Durée : 
  - Beach Fighter 1 : 5 minutes 49 secondes
  - Beach Fighter 2 :  8 minutes 14 secondes
  - Beach Fighter 3 : 7 minutes 29 secondes
- Pays : France

## Distribution
Beach Fighter 1
- Anais Charras
- Benjamin Richard
- Nicolas Richard
- Marine Brisset

Beach Fighter 2
- Alexandre Kosohol
- Thomas Niel
- Benjamin Richard
- Anais Charras
- Marine Brisset
- Nina Niel
- Jérémy Petit

Beach Fighter 3
- Thomas Niel
- Benjamin Richard
- Anais Charras
- Marine Brisset
- Nina Niel
- Jérémy Petit
- Paul-Arthur Meslin

## Distinctions
Le premier court métrage Beach Fighter a obtenu les distinctions suivantes :
- Meilleur court métrage à La Nuit du Premier Court (Paris) en 2002
- Prix Delirium au Festival Prototype Video (Paris) en 2002

Beach Fighter 2 a obtenu la distinction suivante :
- Meilleur court métrage au Festival Courtivore (Rouen) en 2005